# Fornåsa
Fornåsa är en tätort i Motala kommun och kyrkby i Fornåsa socken, på Östgötaslätten söder om sjön Boren.
Strax söder om Fornåsa finns byn Boberg som var Bobergs härads första tingsställe.

## Befolkningsutveckling
| Befolkningsutvecklingen i Fornåsa 1960–2020 | Befolkningsutvecklingen i Fornåsa 1960–2020 | Befolkningsutvecklingen i Fornåsa 1960–2020 | Befolkningsutvecklingen i Fornåsa 1960–2020 | Befolkningsutvecklingen i Fornåsa 1960–2020 |
| ------------------------------------------- | ------------------------------------------- | ------------------------------------------- | ------------------------------------------- | ------------------------------------------- |
|                                             |                                             |                                             |                                             |                                             |
| År                                          |                                             |                                             | Folkmängd                                   | Areal (ha)                                  |
| 1960                                        | 1960                                        |                                             | 369                                         |                                             |
| 1965                                        | 1965                                        |                                             | 384                                         |                                             |
| 1970                                        | 1970                                        |                                             | 349                                         |                                             |
| 1975                                        | 1975                                        |                                             | 401                                         |                                             |
| 1980                                        | 1980                                        |                                             | 395                                         |                                             |
| 1990                                        | 1990                                        |                                             | 400                                         | 46                                          |
| 1995                                        | 1995                                        |                                             | 421                                         | 47                                          |
| 2000                                        | 2000                                        |                                             | 446                                         | 47                                          |
| 2005                                        | 2005                                        |                                             | 454                                         | 47                                          |
| 2010                                        | 2010                                        |                                             | 433                                         | 47                                          |
| 2015                                        | 2015                                        |                                             | 460                                         | 57                                          |
| 2020                                        | 2020                                        |                                             | 436                                         | 61                                          |
|                                             |                                             |                                             |                                             |                                             |

## Samhället
Tätorten breder ut sig väster om Fornåsa kyrka, längs vägen mellan Motala och Berg. Gatunamnet "Järnvägsgatan" påminner att Mellersta Östergötlands Järnväg (invigd 1897) har haft en station här.